# Сезар (кінопремія, 1997)

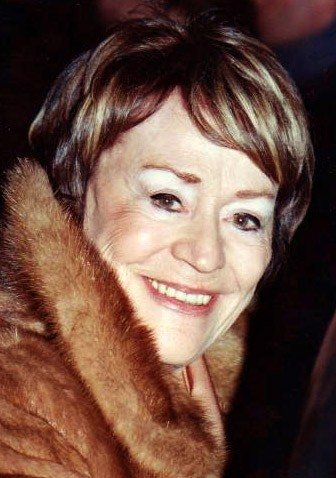
Президент 22-ї церемонії «Сезара» Анні Жирардо

22-га церемонія вручення нагород премії «Сезар» Академії мистецтв та технологій кінематографа за заслуги у царині французького кінематографу за 1996 рік відбулася 8 лютого 1997 року в Театрі Єлисейських полів (Париж, Франція). 
Церемонія проходила під головуванням акторки Анні Жирардо, розпорядником та ведучим виступив французький актор, режисер та сценарист Антуан де Кон. Найкращим фільмом визнано стрічку Насмішка режисера Патріса Леконта.

## Статистика
Фільми, що отримали декілька номінацій:
| Фільм                                                                                        | Номінації | Перемоги |
| -------------------------------------------------------------------------------------------- | --------- | -------- |
| • Насмішка / Ridicule                                                                        | 12        | 4        |
| • Капітан Конан / Capitaine Conan                                                            | 9         | 2        |
| • Мікрокосмос / Microcosmos : Le Peuple de l'herbe                                           | 8         | 5        |
| • Вечірній прикид / Pédale douce                                                             | 6         | 1        |
| • Злодії / Les Voleurs                                                                       | 6         | 1        |
| • Нікому невідомий герой / Un héros très discret                                             | 6         | —        |
| • Сімейна атмосфера / Un air de famille                                                      | 6         | 3        |
| • Бомарше / Beaumarchais, l'insolent                                                         | 4         | —        |
| • Чоловік мого життя / Mon homme                                                             | 3         | —        |
| • Як я обговорював... (моє сексуальне життя) / Comment je me suis disputé… (ma vie sexuelle) | 3         | 1        |
| • Квартира / L'Appartement                                                                   | 2         | —        |
| • Примхи річки / Les Caprices d'un fleuve                                                    | 2         | —        |
| • Чи піде сніг на різдво? / Y aura-t-il de la neige à Noël ?                                 | 2         | —        |

## Список лауреатів та номінантів
★Переможців виділено окремим кольором.

### Основні категорії
| Категорії                                       | Лауреати та номінанти                                                                                     | Лауреати та номінанти                                                                                    | Лауреати та номінанти                                                                                    |                                               |
| ----------------------------------------------- | --- | --- | --- | --------------------------------------------- |
| Найкращий фільм                                 | ★ Насмішка / Ridicule (реж.: Патріс Леконт)                                                               | ★ Насмішка / Ridicule (реж.: Патріс Леконт)                                                              | ★ Насмішка / Ridicule (реж.: Патріс Леконт)                                                              |                                               |
| Найкращий фільм                                 | • Капітан Конан / Capitaine Conan (реж.: Бертран Таверньє)                                                | | |                                               |
| Найкращий фільм                                 | • Злодії (реж.: Андре Тешіне)                                                                             | | |                                               |
| Найкращий фільм                                 | • Мікрокосмос / Microcosmos : Le Peuple de l'herbe (реж.: Марі Перену (Marie Pérennou) та Клод Нурідзані) | | |                                               |
| Найкращий фільм                                 | • Вечірній прикид (реж.: Габріель Агійон)                                                                 | | |                                               |
| Найкращий фільм                                 | • Сімейна атмосфера (реж.: Седрік Клапіш)                                                                 | | |                                               |
| Найкраща режисерська робота                     | | ★ Бертран Таверньє за фільм «Капітан Конан»                                                              | |                                               |
| Найкраща режисерська робота                     | ★ Патріс Леконт за фільм «Насмішка»                                                                       | | |                                               |
| Найкраща режисерська робота                     | • Андре Тешіне — «Злодії»                                                                                 | | |                                               |
| Найкраща режисерська робота                     | • Седрік Клапіш — «Сімейна атмосфера»                                                                     | | |                                               |
| Найкраща режисерська робота                     | • Жак Одіар — «Нікому невідомий герой»                                                                    | | |                                               |
| Найкращий актор                                 | | •★ Філіп Торретон — «Капітан Конан» (за роль капітана Конана)                                            | •★ Філіп Торретон — «Капітан Конан» (за роль капітана Конана)                                            |                                               |
| Найкращий актор                                 | • Даніель Отей — «День восьмий» (за роль Гаррі)                                                           | | |                                               |
| Найкращий актор                                 | • Шарль Берлінг — «Насмішка» (за роль маркіза Грегуара Понслюдона де Малавуа)                             | | |                                               |
| Найкращий актор                                 | • Фабріс Лукіні — «Бомарше» (Beaumarchais, l'insolent) (за роль Бомарше)                                  | | |                                               |
| Найкращий актор                                 | • Патрік Тімсі (Patrick Timsit) — «Вечірній прикид» (за роль Адріана)                                     | | |                                               |
| Найкраща акторка                                | | •★ Фанні Ардан — «Вечірній прикид» (за роль Евелін (Єви))                                                | •★ Фанні Ардан — «Вечірній прикид» (за роль Евелін (Єви))                                                |                                               |
| Найкраща акторка                                | • Катрін Денев — «Злодії» (за роль Марі Леблан)                                                           | | |                                               |
| Найкраща акторка                                | • Шарлотта Генсбур — «Любов плюс...» (Love, etc.) (за роль Мари)                                          | | |                                               |
| Найкраща акторка                                | • Анук Грінбер — «Чоловік мого життя» (Mon homme) (за роль Марі) (за роль Марі Абарт)                     | | |                                               |
| Найкраща акторка                                | • Марі Трентіньян — «Крик шовку» (Le Cri de la soie) (за роль Марі Бенжамін)                              | | |                                               |
| Найкращий актор другого плану                   | | ★ Жан-П'єр Дарруссен — «Сімейна атмосфера» (за роль Дені)                                                | ★ Жан-П'єр Дарруссен — «Сімейна атмосфера» (за роль Дені)                                                |                                               |
| Найкращий актор другого плану                   | • Альбер Дюпонтель — «Нікому невідомий герой» (за роль Діонне)                                            | | |                                               |
| Найкращий актор другого плану                   | • Жак Гамблен (Jacques Gamblin) — «Вечірній прикид» (за роль Андре Лемуана)                               | | |                                               |
| Найкращий актор другого плану                   | • Бернар Жиродо — «Насмішка» (за роль абата де Вількура)                                                  | | |                                               |
| Найкращий актор другого плану                   | • Жан Рошфор — «Насмішка» (за роль маркіза де Бельгарда)                                                  | | |                                               |
| Найкраща акторка другого плану                  | | ★ Катрін Фро — «Сімейна атмосфера» (за роль Йоланди Менар)                                               | ★ Катрін Фро — «Сімейна атмосфера» (за роль Йоланди Менар)                                               |                                               |
| Найкраща акторка другого плану                  | • Валерія Бруні-Тедескі — «Чоловік мого життя» (за роль Сангвін)                                          | | |                                               |
| Найкраща акторка другого плану                  | • Аньєс Жауї — «Сімейна атмосфера» (за роль Бетті Менар)                                                  | | |                                               |
| Найкраща акторка другого плану                  | • Сандрін Кіберлен — «Нікому невідомий герой» (за роль Іветт)                                             | | |                                               |
| Найкраща акторка другого плану                  | • Мішель Ларок — «Вечірній прикид» (за роль Марі)                                                         | | |                                               |
| Найперспективніший актор                        | | ★ Матьє Амальрік — «Як я обговорював... (моє сексуальне життя)»                                          | ★ Матьє Амальрік — «Як я обговорював... (моє сексуальне життя)»                                          |                                               |
| Найперспективніший актор                        | • Самюель Ле Б'ян — «Капітан Конан»                                                                       | | |                                               |
| Найперспективніший актор                        | • Бенуа Мажимель — «Злодії»                                                                               | | |                                               |
| Найперспективніший актор                        | • Бруно Пюцюлю (Bruno Putzulu) — «Визнання невинного» (Les Aveux de l'innocent)                           | | |                                               |
| Найперспективніший актор                        | • Філіп Торретон — «Капітан Конан»                                                                        | | |                                               |
| Найперспективніша акторка                       | | ★ Лоранс Кот (Laurence Côte) — «Злодії»                                                                  | ★ Лоранс Кот (Laurence Côte) — «Злодії»                                                                  |                                               |
| Найперспективніша акторка                       | • Жанна Балібар — «Як я обговорював... (моє сексуальне життя)»                                            | | |                                               |
| Найперспективніша акторка                       | • Моніка Беллуччі — «Квартира»                                                                            | | |                                               |
| Найперспективніша акторка                       | • Геранс Клавель (Garance Clavel) — «У пошуках кішки»                                                     | | |                                               |
| Найперспективніша акторка                       | • Еммануель Дево — «Як я обговорював... (моє сексуальне життя)»                                           | | |                                               |
| Найкращий оригінальний або адаптований сценарій | Жан-П'єр Бакрі                                                                                            | ★ Жан-П'єр Бакрі, Аньєс Жауї та Седрік Клапіш — «Сімейна атмосфера»                                      | Аньєс Жауї                                                                                               |                                               |
| Найкращий оригінальний або адаптований сценарій | Жан-П'єр Бакрі                                                                                            | • Жан Космо (Jean Cosmos) та Бертран Таверньє — «Капітан Конан»                                          | Аньєс Жауї                                                                                               |                                               |
| Найкращий оригінальний або адаптований сценарій | Жан-П'єр Бакрі                                                                                            | • Габріель Агійон та Патрік Тімсі — «Вечірній прикид»                                                    | Аньєс Жауї                                                                                               |                                               |
| Найкращий оригінальний або адаптований сценарій | Жан-П'єр Бакрі                                                                                            | • Ремі Вотерхаус (Rémi Waterhouse) — «Насмішка»                                                          | Аньєс Жауї                                                                                               |                                               |
| Найкращий оригінальний або адаптований сценарій | Жан-П'єр Бакрі                                                                                            | • Жак Одіар та Ален Ле Анрі (Alain Le Henry) — «Нікому невідомий герой»                                  | Аньєс Жауї                                                                                               |                                               |
| Найкраща музика до фільму                       | | ★ Брюно Куле — «Мікрокосмос»                                                                             | ★ Брюно Куле — «Мікрокосмос»                                                                             |                                               |
| Найкраща музика до фільму                       | • Рене-Марк Біні (René-Marc Bini) — «Примхи річки» (Les Caprices d'un fleuve)                             | | |                                               |
| Найкраща музика до фільму                       | • Антуан Дюамель — «Насмішка»                                                                             | | |                                               |
| Найкраща музика до фільму                       | • Александр Деспла — «Нікому невідомий герой»                                                             | | |                                               |
| Найкращий монтаж                                | ★Флоренс Рікар та Марі-Жозеф Йойотт (Marie-Josèphe Yoyotte) — «Мікрокосмос »                              | ★Флоренс Рікар та Марі-Жозеф Йойотт (Marie-Josèphe Yoyotte) — «Мікрокосмос »                             | ★Флоренс Рікар та Марі-Жозеф Йойотт (Marie-Josèphe Yoyotte) — «Мікрокосмос »                             |                                               |
| Найкращий монтаж                                | • Жоель Аш (Joëlle Hache) — «Насмішка»                                                                    | | |                                               |
| Найкращий монтаж                                | • Жульєтт Вельфлін (Juliette Welfling) — «Нікому невідомий герой»                                         | | |                                               |
| Найкраща операторська робота                    | ★ Т'єрри Машадо (фр.), Клод Нурідзані, Марі Перену та Г'ю Ріффел (фр.) — «Мікрокосмос »                   | ★ Т'єрри Машадо (фр.), Клод Нурідзані, Марі Перену та Г'ю Ріффел (фр.) — «Мікрокосмос »                  | ★ Т'єрри Машадо (фр.), Клод Нурідзані, Марі Перену та Г'ю Ріффел (фр.) — «Мікрокосмос »                  |                                               |
| Найкраща операторська робота                    | • Жан-Марі Дрюжо (Jean-Marie Dreujou) — «Примхи річки»                                                    | | |                                               |
| Найкраща операторська робота                    | • Т'єррі Арбоґаст — «Насмішка»                                                                            | | |                                               |
| Найкращі декорації                              | ★ Іван Мосьон (Ivan Maussion) — «Насмішка»                                                                | ★ Іван Мосьон (Ivan Maussion) — «Насмішка»                                                               | ★ Іван Мосьон (Ivan Maussion) — «Насмішка»                                                               |                                               |
| Найкращі декорації                              | • Жан-Марк Керделю — «Бомарше»                                                                            | | |                                               |
| Найкращі декорації                              | • Гай-Клод Франсуа — «Капітан Конан»                                                                      | | |                                               |
| Найкращі костюми                                | | ★ Крістіан Ґаск (Christian Gasc) — «Насмішка»                                                            | ★ Крістіан Ґаск (Christian Gasc) — «Насмішка»                                                            | ★ Крістіан Ґаск (Christian Gasc) — «Насмішка» |
| Найкращі костюми                                | • Сільві Де Сегонзак — «Бомарше»                                                                          | | |                                               |
| Найкращі костюми                                | • Аньєс Евейн (Agnès Evein) та Жаклін Моро (Jacqueline Moreau) — «Капітан Конан»                          | | |                                               |
| Найкращий звук                                  | ★ Філіп Барбо, Бернар Леруа та Лоран Квальо (Laurent Quaglio) — «Мікрокосмос »                            | ★ Філіп Барбо, Бернар Леруа та Лоран Квальо (Laurent Quaglio) — «Мікрокосмос »                           | ★ Філіп Барбо, Бернар Леруа та Лоран Квальо (Laurent Quaglio) — «Мікрокосмос »                           |                                               |
| Найкращий звук                                  | • Мішель Деруа та Жерар Ламп (Gérard Lamps) — «Капітан Конан»                                             | | |                                               |
| Найкращий звук                                  | • Жан Гудьє, Домінік Еннекен (Dominique Hennequin) та Поль Лане — «Насмішка»                              | | |                                               |
| Найкращий дебютний фільм                        | ★ «Чи піде сніг на різдво?» (Y aura-t-il de la neige à Noël ?) — реж.: Сандрін Вейссе (Sandrine Veysset)  | ★ «Чи піде сніг на різдво?» (Y aura-t-il de la neige à Noël ?) — реж.: Сандрін Вейссе (Sandrine Veysset) | ★ «Чи піде сніг на різдво?» (Y aura-t-il de la neige à Noël ?) — реж.: Сандрін Вейссе (Sandrine Veysset) |                                               |
| Найкращий дебютний фільм                        | • «Берні» (Bernie (film, 1996)) — реж.: Альбер Дюпонтель                                                  | | |                                               |
| Найкращий дебютний фільм                        | • «Ще» (Encore (film, 1996)) — реж.: Паскаль Боніцер (Pascal Bonitzer)                                    | | |                                               |
| Найкращий дебютний фільм                        | • «Квартира» — реж.: Жиль Мімуні                                                                          | | |                                               |
| Найкращий дебютний фільм                        | • «Мікрокосмос» — реж.: Марі Перену та Клод Нурідзані                                                     | | |                                               |
| Найкращий короткометражний фільм                | ★ Мадам Жак на набережній Круазетт / Madame Jacques sur la Croisette (реж.: Емануель Фінкель)             | ★ Мадам Жак на набережній Круазетт / Madame Jacques sur la Croisette (реж.: Емануель Фінкель)            | ★ Мадам Жак на набережній Круазетт / Madame Jacques sur la Croisette (реж.: Емануель Фінкель)            |                                               |
| Найкращий короткометражний фільм                | • «Діалог на вершині» / Dialogue au sommet (реж.: Ксав'є Джаннолі)                                        | | |                                               |
| Найкращий короткометражний фільм                | • «Таксі Аозу» / Un taxi pour Aouzou (реж.: Ісса Серж Коело)                                              | | |                                               |
| Найкращий короткометражний фільм                | • «Літня сукня» / Une robe d'été (реж.: Франсуа Озон)                                                     | | |                                               |
| Найкращий короткометражний фільм                | • «Візит» / Une visite (реж.: Філіп Гаррель)                                                              | | |                                               |
| Найкращий продюсер                              | | ★ Жак Перрен — «Мікрокосмос» / Microcosmos : Le Peuple de l'herbe                                        | ★ Жак Перрен — «Мікрокосмос» / Microcosmos : Le Peuple de l'herbe                                        |                                               |
| Найкращий продюсер                              | • Умбер Балсан (Humbert Balsan) — «Чи піде сніг на Різдво?» / Y aura-t-il de la neige à Noël ?            | | |                                               |
| Найкращий продюсер                              | • Шарль Гассо (Charles Gassot) — «Бомарше» / Beaumarchais, l'insolent                                     | | |                                               |
| Найкращий продюсер                              | • Ален Сард — «Чоловік мого життя» / Mon homme «Капітан Конан» / Capitaine Conan «Злодії» / Les Voleurs   | | |                                               |
| Найкращий фільм іноземною мовою                 | Данія ★ Розтинаючи хвилі / Breaking the Wave (Данія, реж.: Ларс фон Трієр)                                | Данія ★ Розтинаючи хвилі / Breaking the Wave (Данія, реж.: Ларс фон Трієр)                               | Данія ★ Розтинаючи хвилі / Breaking the Wave (Данія, реж.: Ларс фон Трієр)                               |                                               |
| Найкращий фільм іноземною мовою                 | США • Фарґо / Fargo (США, реж.: Джоел Коен та Ітан Коен)                                                  | | |                                               |
| Найкращий фільм іноземною мовою                 | Італія • Листоноша / Il postino (Італія, реж.: Майкл Редфорд)                                             | | |                                               |
| Найкращий фільм іноземною мовою                 | Бельгія • Обіцянка / La Promesse (Бельгія, реж.: Жан-П'єр Дарденн та Люк Дарденн)                         | | |                                               |
| Найкращий фільм іноземною мовою                 | Велика Британія • Таємниці і брехня / Secrets & Lies (Велика Британія, реж.: Майк Лі)                     | | |                                               |

### Спеціальні нагороди
| Нагорода         | Лауреати         | Лауреати        |
| ---------------- | ---------------- | --------------- |
| Почесний «Сезар» |                  | • Шарль Азнавур |
| Почесний «Сезар» | • Енді Макдауелл |                 |